# Насір-ад-дін Гайдар-шах
Насір-ад-Дін Гайдар-шах (урду ناصر الدیں حیدر شاہ, гінді नासिर उद दीन हैदर शाह; 9 вересня 1803 — 7 липня 1837) — другий падишах Ауду.

## Життєпис
Був сином Газі-ад-діна Гайдар-шаха. Захоплювався жінками та вином, довіряв астрологам. Внаслідок цього фактично закинув державні справи, довірившись своїм міністрам.
1837 року був отруєний. Оскільки не мав синів, то почалася боротьба за владу, в яку втрутилися британці, призначивши новим падишахом і навабом Мухаммад Алі-шаха, стрийка померлого правителя.